# Olof de Maré
Olof Gustaf Samuel de Maré, född den 19 maj 1912 i Strängnäs, död den 8 augusti 2007 i Lund, var en svensk läkare. Han var son till Alfred de Maré.
de Maré avlade medicine licentiatexamen vid Uppsala universitet 1940. Han innehade olika läkarförordnanden 1940–1950 och var biträdande läkare vid Sollidens sanatorium i Östersund 1950–1951. de Maré  var överläkare på Österåsens sanatorium 1951–1963 och vid lungkliniken på Östersunds lasarett 1963–1978. Han blev riddare av Nordstjärneorden 1962. de Maré vilar på Norra kyrkogården i Lund.